# 庫特爾沃區
6°21′55″S 78°49′03″W / 6.3652°S 78.8174°W
庫特爾沃區（西班牙語：Distrito de Cutervo），是秘魯的一個區，位於該國北部卡哈馬卡大區的庫特爾沃省，面積422.3平方公里，海拔高度2,649米，2005年人口53,382，人口密度每平方公里130人。